# 浙江大学医学院附属儿童医院
浙江大学医学院附属儿童医院，又名浙江省儿童医院、浙江省儿童保健院，是附属于浙江大学医学部的一所三级甲等医院。老院区（湖滨院区）位于杭州市拱墅区竹竿巷57号，建在滨江区的新院区于2014年年底开业。作为浙江省最大的三级甲等综合性儿童医院，它承担着全省儿科医疗、教学、科研、儿童保健和突发性公共卫生事件应急任务。

## 简介
医院前身是1951年成立的“浙江省立妇幼保健院”。1998年，新浙江大学成立后，医院正式命名为“浙江大学医学院附属儿童医院”。每年门急诊病人170万人次，住院病人3.8万人次，手术1.7万余台。
医院综合实力位居中国儿童医院前列，儿科学为国家重点学科，是儿科学硕士学位、博士学位授予点和博士后流动站。国家临床重点专科有儿科重症专业、新生儿专业、小儿消化专业、小儿呼吸专业，省医学重点学科有新生儿专业、心胸外科专业、血液肿瘤专业、儿童保健专业、小儿围手术期医学、青春期医学。拥有教育部重点实验室——浙江大学生殖遗传教育部重点实验室、省重点实验室——新生儿疾病防治重点实验室、省重点创新团队——儿童出生缺陷早期筛查与干预技术创新团队、省重点学科群——新生儿与围产医学。
医院还被国家食品药品监督管理局认定为包括小儿消化、小儿呼吸、小儿心脏病、小儿肾病、小儿血液病、小儿神经病学、小儿内分泌、儿童保健、小儿重症医学、小儿麻醉共10个专业的药物临床试验机构。
现任院长是杜立中。

## 医学指导中心
医院是以下医学中心：
- 浙江省新生儿疾病防治中心
- 浙江省小儿心血管疾病防治中心
- 浙江省新生儿疾病筛查中心
- 浙江省基因诊断中心
- 浙江省听力筛查管理中心

## 滨江院区
浙医儿院滨江院区位于滨江区长河街道江南大道与信诚路交叉口，省疾控中心东侧与南侧，占地6公顷（91.5亩），投资7.44亿人民币，建筑面积16万平米，停车位近800个。设床位1250张，一期开放900张床位。滨江院区已经成为浙医儿院的主院区，而竹竿巷老院区会保留下来。2014年12月27日对外营业，其门急诊接待量可达一万人次。而老院区有400余张床位，门诊接待量4000人次。
血液科设在湖滨院区，滨江院区不设血液科。2015年1月5号后湖滨院区的烧伤整形外科、神经外科门诊全面停诊，此后看这两个专科只能到滨江院区。1月15日起眼科湖滨院区仅保留周一至周五工作日门诊，双休日和节假日停诊。

## 交通
湖滨院区
- 经过的公交车有：K1、K55、K56、K151、K95、K105、K106、K287、K290、K517、K801、K900路等[4]。
- 乘杭州地铁1号线、2号线至凤起路站C2口到达。

滨江院区
- 可乘公交车：172路、355路、1504路、B支3路、B支6路。[3]
- 乘杭州地铁6号线至建业路站D1口、D3口到达。